# Mahalle
Mahalle (plural Mahalleler) era el nom donat a una secció o barri d'una ciutat en l'Imperi Otomà en llenguatge administratiu. Aquest nom es fa servir també amb un significat semblant en la moderna Turquia.
Les mahalleler es reagrupaven entorn d'una comunitat religiosa amb una mesquita (en alguns barris una església o una sinagoga) sota la direcció del cap religiós, l'imam, el rabí o el sacerdot. Sovint disposava de mercat, font, escola. De vegades tenia fins i tot murs i milícia local. Moltes mahalles portaven noms ètnics com per exemple la mahalle dels jueus, o la dels grecs, etc. El 1826 es va introduir l'elecció de muhtar com a cap de mahalles i de pobles menors (köy).

## Nota
1. ↑  Atès que el turc no té gèneres gramaticals, el fet de dir "la mahalle" o "el mahalle" és una pura convenció.